# 住居環境科
住居環境科（じゅうきょかんきょうか）は、職業能力開発短期大学校、職業能力開発大学校等に設置されている高度職業訓練の専門課程にある訓練科。類似する名称の科は、職業能力開発校や、教育機関では大学や専修学校に存在する。

## 設置する職業能力開発短期大学校等
- 東北職業能力開発大学校 専門課程
- 東北職業能力開発大学校附属秋田職業能力開発短期大学校
- 山形工科短期大学校 居住システム系
- 関東職業能力開発大学校附属千葉職業能力開発短期大学校
- 北陸職業能力開発大学校附属新潟職業能力開発短期大学校
- 近畿職業能力開発大学校附属滋賀職業能力開発短期大学校
- 近畿職業能力開発大学校附属京都職業能力開発短期大学校
- 近畿職業能力開発大学校 専門課程
- 中国職業能力開発大学校附属島根職業能力開発短期大学校
- 四国職業能力開発大学校
- 大分県立工科短期大学校
- 沖縄職業能力開発大学校

## 類似する訓練科を設置する職業能力開発校
- 岐阜県立国際たくみアカデミー職業能力開発校 住宅科

## 類似する学科等を設置する教育機関

### 大学
- 文化女子大学 造形学部 住環境学科
- 奈良女子大学 住環境学科 住環境学専攻
- 武蔵野大学 環境学部 環境学科 住環境学専攻
- 金沢工業大学 工学部 居住環境学科増設
- 大阪市立大学 生活科学部 居住環境学科
- 熊本県立大学 環境共生学部 環境共生学科 居住環境学コース

### 専修学校
- 札幌商工会議所付属専門学校 ユニバーサル住環境学科
- 青山製図専門学校 製図専門課程（工業） 住宅設計デザイン科
- 修成建設専門学校 工業専門課程 第1本科（昼）　住環境リノベーション学科
- 中央工学校OSAKA 工業専門課程 住宅デザイン科

## 学校以外の施設
- 東京設計学校　住宅デザイン科、福祉住環境デザイン科（2009年3月閉校）

- 職業能力開発促進センター
  - 住宅サービス科
    - 独立行政法人高齢・障害・求職者雇用支援機構熊本職業能力開発促進センター
    - 独立行政法人高齢・障害・求職者雇用支援機構山形職業能力開発促進センター
    - 独立行政法人高齢・障害・求職者雇用支援機構秋田職業能力開発促進センター
    - 独立行政法人高齢・障害・求職者雇用支援機構大分職業能力開発促進センター
    - 独立行政法人高齢・障害・求職者雇用支援機構佐世保職業能力開発促進センター
    - 独立行政法人高齢・障害・求職者雇用支援機構奈良職業能力開発促進センター
    - 独立行政法人高齢・障害・求職者雇用支援機構いわき職業能力開発促進センター
    - 独立行政法人高齢・障害・求職者雇用支援機構岩手職業能力開発促進センター
    - 独立行政法人高齢・障害・求職者雇用支援機構静岡職業能力開発促進センター

  - 住宅リフォーム科
    - 独立行政法人高齢・障害・求職者雇用支援機構青森職業能力開発促進センター

  - 住宅リフォーム技術科
    - 独立行政法人高齢・障害・求職者雇用支援機構奈良職業能力開発促進センター
    - 独立行政法人高齢・障害・求職者雇用支援機構愛媛職業能力開発促進センター
    - 独立行政法人高齢・障害・求職者雇用支援機構岡山職業能力開発促進センター
    - 独立行政法人高齢・障害・求職者雇用支援機構高知職業能力開発促進センター
    - 独立行政法人高齢・障害・求職者雇用支援機構秋田職業能力開発促進センター
    - 独立行政法人高齢・障害・求職者雇用支援機構徳島職業能力開発促進センター
    - 独立行政法人高齢・障害・求職者雇用支援機構奈良職業能力開発促進センター
    - 独立行政法人高齢・障害・求職者雇用支援機構福岡職業能力開発促進センター
    - 独立行政法人高齢・障害・求職者雇用支援機構加古川職業能力開発促進センター
    - 独立行政法人高齢・障害・求職者雇用支援機構兵庫職業能力開発促進センター
    - 独立行政法人高齢・障害・求職者雇用支援機構北海道職業能力開発促進センター
    - 独立行政法人高齢・障害・求職者雇用支援機構愛媛職業能力開発促進センター
    - 独立行政法人高齢・障害・求職者雇用支援機構静岡職業能力開発促進センター